# Taurodontyzm
Taurodontyzm (ang. taurodontism, z gr. ταύρος = byk + `oδoύς, `oδoντός = ząb + przyrostek -ισμος) – powiększenie komory zęba trzonowego spowodowane odwróceniem stosunku korona: korzeń zęba. Źródłosłów terminu wskazuje na podobieństwo takich zębów do zębów zwierząt kopytnych. Według Shawa zęby taurodontyczne można podzielić na:
- hipotaurodontyczne (hypotaurodont)
- hipertaurodontyczne (hypertaurodont)
- mezotaurodontyczne (mesotaurodont).

Cecha występowała fizjologicznie u neandertalczyków, u ludzi współczesnych występuje jako izolowana cecha dysmorficzna albo jako część obrazu klinicznego zespołów wad wrodzonych i chorób o podłożu genetycznym. Taurodontyzm występuje u około 40% pacjentów z zespołem Klinefeltera.